# چگونه غرب تسخیر شد (آلبوم لد زپلین)
«چگونه غرب تسخیر شد» (به انگلیسی: How the West Was Won) آلبوم زنده سه‌تایی از لد زپلین است که در ۲۷ مه ۲۰۰۳ منتشر شد.